# Léo (calciatore 1990)
 Leonardo da Silva Vieira, meglio noto come Léo (Suzano, 22 settembre 1990), è un calciatore brasiliano, portiere della Chapecoense.

## Carriera
Cresciuto nel settore giovanile del San Paolo, ha esordito in prima squadra l'11 novembre 2016 disputando l'incontro del Série A vinto 5-0 contro il Santa Cruz.

## Palmarès

### Club

#### Competizioni statali
- Campionato Paranaense: 1

Atl. Paranaense: 2018, 2019

#### Competizioni nazionali
- Coppa del Brasile: 1

Atl. Paranaense: 2019

#### Competizioni internazionali
- Coppa Sudamericana: 2

San Paolo: 2012
Atl. Paranaense: 2018